# Мбандака
Мбандака (на суахили: Mbandaka) е град и столица на Екваториална провинция, Демократична република Конго. Мбандака е с население от 262 814 жители (по приблизителна оценка от 2004 г.). Разположен е на река Конго. Разполага с летище както и с ферибот до столицата Киншаса.